# كريس غرين (سياسي)
كريس غرين (بالإنجليزية: Chris Green)‏ هو سياسي بريطاني، ولد في 12 أغسطس 1973. حزبياً، نشط في حزب المحافظين. وقد في الانتخابات العامة في المملكة المتحدة 2015، انتخب عضو برلمان المملكة المتحدة الـ56 عن دائرة بولتون الغربية وقد انضم خلال فترته النيابية ‏ (8 مايو 2015 – 3 مايو 2017) للكتلة البرلمانية حزب المحافظين وفي الانتخابات التشريعية البريطانية 2017، انتخب عضو برلمان المملكة المتحدة الـ57 عن دائرة بولتون الغربية وقد انضم خلال فترته النيابية ‏ (8 يونيو 2017 – ) للكتلة البرلمانية حزب المحافظين.